# 382
Het jaar 382 is het 82e jaar in de 4e eeuw volgens de christelijke jaartelling.

## Gebeurtenissen

### Klein-Azië
- 3 oktober - Keizer Theodosius I sluit een verbond met de Visigoten en geeft hun het gebied tussen de Donau en het Balkangebergte (huidige Bulgarije). Ze krijgen vrijheid van belasting en gedeeltelijke interne autonomie, maar worden verplicht als foederati (bondgenoten) soldaten te leveren voor het Oost-Romeinse Rijk.

### Europa
- Keizer Gratianus weigert de titel van pontifex maximus (opperpriester), het ambt wordt overgenomen door de paus als hoogste godsdienstige autoriteit in Rome.
- Gratianus laat in de Curia Julia het altaar en het beeld van de Romeinse godin Victoria verwijderen. Dit onder fel protest van de Senaat.